# Соседский дозор
Соседский дозор — самоорганизация жителей для борьбы с правонарушителями. Соседский дозор не следует смешивать с вигилантами. Он не предусматривает какого-либо самосуда или задержания, а предполагает, что о подозрительных личностях будет сообщено полиции для законного разбирательства.

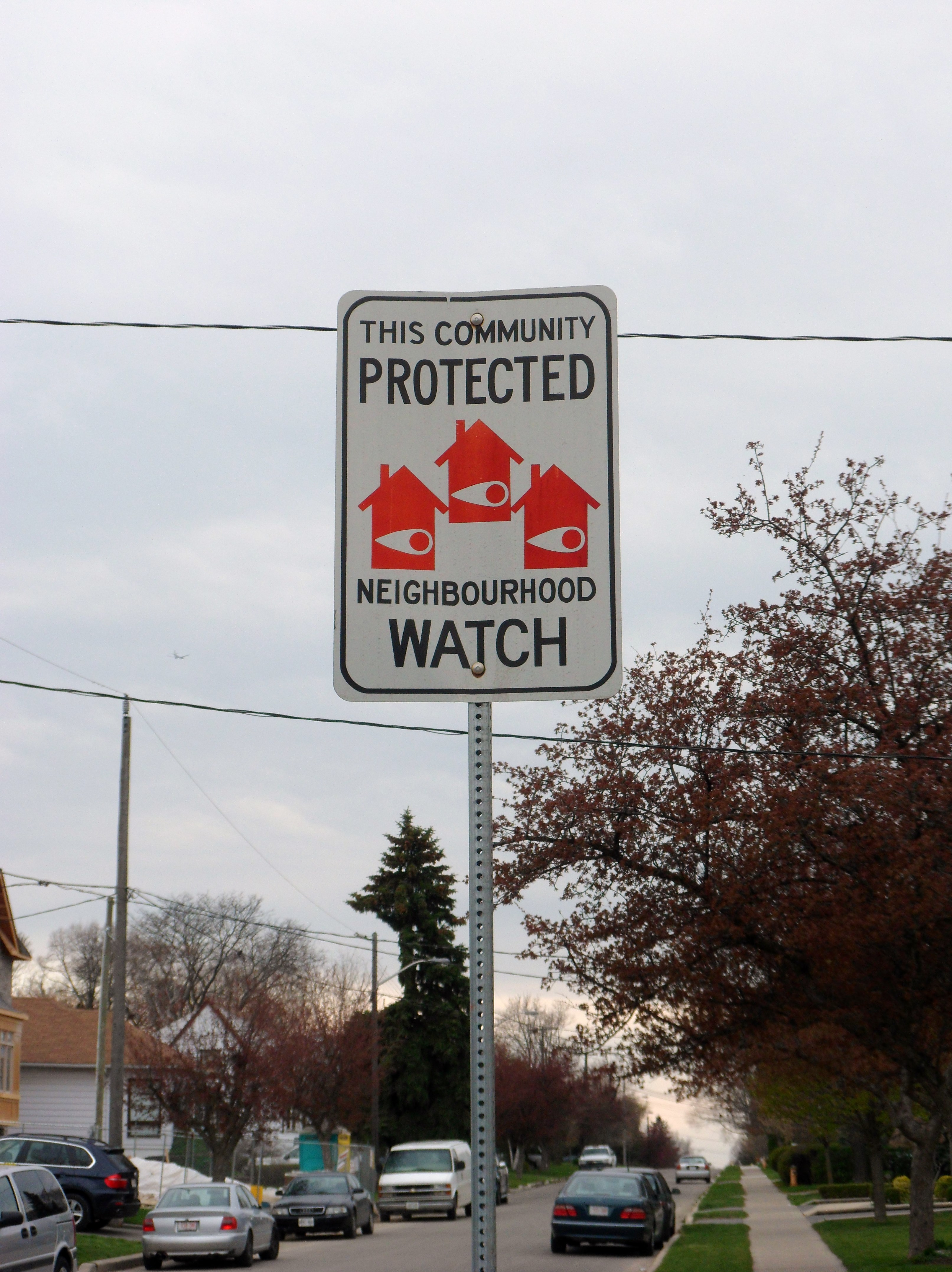
Знак, предупреждающий о деятельности соседского дозора в одном из районов Торонто

В современной истории соседский дозор впервые появился в США. Первым таким гражданским патрулём считается отряд волонтёров, возникший после убийства молодой жительницы Нью-Йорка Китти Дженовезе в 1964 году на пороге её дома. По одной из версий, соседи наблюдали за убийством, но не помогли Китти. Официальная версия убийства вызвала большой общественный резонанс и жители района Квинс, где произошло убийство, объединились в добровольные отряды, которые вечерами патрулировали улицы, обращая внимание на любого подозрительного человека и сообщая о нём в полицию.
Движение поддержала Национальная ассоциация шерифов, благодаря которой полиция стала активно сотрудничать с волонтёрами, начав задействовать их в своих рейдах и профилактических мероприятиях. Члены «соседских патрулей в США» занимаются не только патрулированием улиц, но и участвуют в кампаниях по повышению безопасности на дорогах, искоренению домашнего насилия и т. п.
Подобное движение возникло и в странах Западной Европы, а во многих странах Восточной Европы оно возникло позже, в 1990-е годы. Например, в Таллине волонтёры не только патрулируют улицы, но и обходят неблагополучные квартиры.